# Christopher Villiers
Christopher Villiers, I conte di Anglesey (Inghilterra, 1593 – Windsor, 3 aprile 1630), è stato un nobile inglese.
Personaggi di spicco della corte inglese della sua epoca, grazie a suo fratello George Villiers, I duca di Buckingham, favorito del re Giacomo I, riuscì ad accumulare una notevole fortuna ed una lunga serie di incarichi.

## Biografia
Villiers era il figlio terzogenito di Sir George Villiers (ca. 1544–1606) di Brooksby, Leicestershire, e della sua seconda moglie, Mary Beaumont (ca. 1570–1632), poi creata contessa di Buckingham. Aveva due fratelli, George Villiers, poi Visconte Villiers (1616), conte, marchese e infine Duca di Buckingham, e John Villiers, primo Visconte Purbeck, oltre ad una sorella, Susan, poi moglie di William Feilding, I conte di Denbigh; mentre Sir Edward Villiers e Sir George Villiers erano suoi fratellastri.
Villiers venne descritto come "poco attraente e poco intelligente" in giovinezza, ma godette della fortuna della sua famiglia grazie alla posizione di suo fratello George come favorito del re. Nel 1617 venne nominato Gentleman of the Bedchamber di re Giacomo I, ed il 7 marzo 1617/18 ottenne uno stipendio annuale di 200 sterline.
Nel dicembre del 1617 Sir Robert Naunton (1563–1635) un uomo di mezza età senza figli, venne nominato Segretario di Stato a condizione di rendere Villiers suo erede universale, e durante la sua vita avrebbe dovuto garantire a Villiers 500 sterline all'anno. Villiers si interessò all'industria della lavorazione dell'oro e dell'argento, ricevendo entrate annue per 150 sterline. Venne accusato dal parlamento di speculazione, ma la sua causa venne ben presto abbandonata, ancora una volta per l'influenza di suo fratello a corte. Nel 1620 Villiers divenne Master of the Robes che gli avrebbe assicurato una posizione fissa a corte.

Villiers si pose contemporaneamente alla ricerca di una ricca ereditiera da sposare, chiedendo senza successo la mano dell'unica figlia di Sir Sebastian Harvey, ricco mercante londinese, e poi quella di Elizabeth Norris, figlia di Francis Norris, I conte del Berkshire e di Bridget de Vere. Il 16 febbraio 1621/22, alcune settimane dopo il suicidio di lord Berkshire il 29 gennaio, John Chamberlain scrisse a Sir Dudley Carleton: 
Questa ricca ereditiera andò però in sposa a Edward Wray, altro gentiluomo della camera del re, e Joseph Mede scrisse a Sir Martin Stuteville il 13 aprile 1622 "Mr. Wray è stato licenziato dal suo incarico di Gentleman of the Bedchamber per aver sposato la figlia dell'ultimo conte di Berkshire, che Kit Villiers voleva per sé." On 22 June 1622, Chamberlain wrote to Carleton: "The world talks likewise of divers [diverse] new earls to be made – as Kit Villiers, if he can be taken off his wench, Earl of Berkshire."

Villiers quindi sposò Elizabeth, figlia ed erede di Thomas Sheldon di Howley, nel Leicestershire. Il 18 aprile 1623 Villiers venne nobilitato coi titoli di Conte di Anglesey e Barone Villiers di Daventry. Il re si sa che cercò di dissuadere Villiers dal trovarsi una compagna, ma la volontà del conte fu più forte. Il 19 aprile, Chamberlain riprese le sue lettere a Carleton: 

Se avesse avuto notevoli abilità, Villiers avrebbe potuto sperare di ottenere importanti posizioni nella corona inglese, ma come egli stesso ammise al suo potente fratello nel 1627, il suo "desiderio di ottenere preferenze era più forte di ogni altra cosa". Era risaputo di avere una smodata passione per l'alcool e poco dopo la morte di Giacomo I il 27 marzo 1625 scomparve dalla corte reale al punto che si mormorò che il successore, Carlo I, lo aveva cacciato per questo suo vizio. Joseph Mede scriveva a Sir Martin Stuteville il 23 aprile 1625: 
La nomina di Villiers al ruolo di Master of the Robes terminò col vecchio re, mentre Carlo I gli preferì Lord Compton, che lo aveva già servito in quel ruolo quando era ancora Principe di Galles. Secondo uno storico del periodo, Villiers "assommava su di sé tutte le corruzioni e le insalubrità della corte di Giacomo I".
Suo fratello, lord Buckingham, morì il 23 agosto 1628. Malgrado ciò, nel dicembre di quello stesso anno Villiers ottenne la posizione di custode del Palazzo di Hampton Court, e nel marzo del 1629 divenne custode anche di Bushey Park. Si pensava che stesse pensando al ruolo di Cancelliere dello Scacchiere derivando l'incarico dall'ultimo detentore Edward Barrett, I lord Barrett di Newburgh, ma morì a Windsor il 3 aprile 1630. Il 12 aprile venne sepolto nella Cappella di San Giorgio del Castello.
Al tempo della sua morte, Villiers viveva ad Ashley Park, presso Walton-on-Thames. La sua vedova, Elizabeth, contessa di Anglesey, si sposò in seconde nozze con Benjamin Weston, scudiero, e continuò a vivere alla villa. I titoli e le proprietà di Villiers passarono al suo unico figlio maschio, Charles, il quale morì senza eredi il 4 febbraio 1661, avendo sposato la vedova di suo cugino William Villiers, visconte Grandison alla cui morte molte delle proprietà passarono alla figlia di Villier, Anne, vedova a sua volta di Thomas Savile, I conte di Sussex (1590–1659).

## Ascendenza
|                                           |                  |                   | Genitori         |  |  | Nonni |  |  | Bisnonni      |  |  | Trisnonni     |  |
|                                           |                  |                   |                  |  |  |       |  |  | John Villiers |  |  | John Villiers |  |
|                                           |                  |                   |                  |  |  |       |  |  | John Villiers |  |  | John Villiers |  |
|                                           |                  | Elizabeth Sothill |                  |  |  |       |  |  | John Villiers |  |  |               |  |
| William Villiers                          |                  |                   |                  |  |  |       |  |  | John Villiers |  |  |               |  |
|                                           |                  | Agnes Digby       | John Digby       |  |  |       |  |  |               |  |  |               |  |
|                                           |                  | Agnes Digby       | John Digby       |  |  |       |  |  |               |  |  |               |  |
|                                           |                  | Agnes Digby       | Margery Heydon   |  |  |       |  |  |               |  |  |               |  |
| George Villiers                           |                  | Agnes Digby       |                  |  |  |       |  |  |               |  |  |               |  |
|                                           |                  | Richard Clerke    | William Clerke   |  |  |       |  |  |               |  |  |               |  |
|                                           |                  | Richard Clerke    | William Clerke   |  |  |       |  |  |               |  |  |               |  |
|                                           |                  | Richard Clerke    | Agnes Cracherode |  |  |       |  |  |               |  |  |               |  |
| Colette Clerke                            |                  | Richard Clerke    |                  |  |  |       |  |  |               |  |  |               |  |
|                                           |                  | Agnes Baker       | William Baker    |  |  |       |  |  |               |  |  |               |  |
|                                           |                  | Agnes Baker       | William Baker    |  |  |       |  |  |               |  |  |               |  |
|                                           |                  | Agnes Baker       | …                |  |  |       |  |  |               |  |  |               |  |
| Christopher Villiers, I conte di Anglesey |                  | Agnes Baker       |                  |  |  |       |  |  |               |  |  |               |  |
|                                           | William Beaumont | George Beaumont   |                  |  |  |       |  |  |               |  |  |               |  |
|                                           | William Beaumont | George Beaumont   |                  |  |  |       |  |  |               |  |  |               |  |
|                                           | William Beaumont | Joan Pauncefote   |                  |  |  |       |  |  |               |  |  |               |  |
| Anthony Beaumont                          | William Beaumont |                   |                  |  |  |       |  |  |               |  |  |               |  |
|                                           |                  | Mary Basset       | William Basset   |  |  |       |  |  |               |  |  |               |  |
|                                           |                  | Mary Basset       | William Basset   |  |  |       |  |  |               |  |  |               |  |
|                                           |                  | Mary Basset       | Joan Byron       |  |  |       |  |  |               |  |  |               |  |
| Mary Beaumont, contessa di Buckingham     |                  | Mary Basset       |                  |  |  |       |  |  |               |  |  |               |  |
|                                           |                  | Thomas Armstrong  | John Armstrong   |  |  |       |  |  |               |  |  |               |  |
|                                           |                  | Thomas Armstrong  | John Armstrong   |  |  |       |  |  |               |  |  |               |  |
|                                           |                  | Thomas Armstrong  | Jane Stonesby    |  |  |       |  |  |               |  |  |               |  |
| Anne Armstrong                            |                  | Thomas Armstrong  |                  |  |  |       |  |  |               |  |  |               |  |
|                                           |                  | Elizabeth Bawde   | John Bawde       |  |  |       |  |  |               |  |  |               |  |
|                                           |                  | Elizabeth Bawde   | John Bawde       |  |  |       |  |  |               |  |  |               |  |
|                                           |                  | Elizabeth Bawde   | Jane Hussey      |  |  |       |  |  |               |  |  |               |  |
|                                           |                  | Elizabeth Bawde   |                  |  |  |       |  |  |               |  |  |               |  |